# Ømålsordbogen
Ømålsordbogen (ØMO) er en dansk ordbog som udgives af Afdeling for Dialektforskning på Nordisk Forskningsinstitut, Københavns Universitet, med støtte fra Carlsbergfondet. Den distribueres gennem Universitets-Jubilæets danske Samfund.
I 1922 blev Ellen Raae ansat som den første faste medarbejder med henblik på produktionen af ordbogen. Senere blev der flere medarbejdere tilknyttet. Hun fortsatte med at arbejde med ordbogen til sin pensionering i 1955.